# Copa de Camarões de Futebol
A Copa dos Camarões é a segunda competição nacional de futebol mais importante de Camarões , disputada  no formato de mata-mata. Ela é organizada pela Federação Camaronesa de Futebol.

## Campeão

### Finais da Taça
| Ano  | Campeão                                 | Resultado      | Vice-Campeão                            |
| ---- | --------------------------------------- | -------------- | --------------------------------------- |
| 1960 | Parthenay Lion Yaoundé                  | 2-1            | Canon Yaoundé                           |
| 1961 | US Douala                               | 4-0            | Union Yaoundé                           |
| 1962 | Lion Yaoundé                            | 4-3            | US Douala                               |
| 1963 | Oryx Douala                             | 2-1 (a.p.)     | Tonnerre Yaoundé                        |
| 1964 | Diamant Yaoundé                         | 3-0            | P & T Social Club (Buéa)                |
| 1965 | Lion Yaoundé                            | 4-1            | CDC Victoria United                     |
| 1966 | Lion Yaoundé                            | 3-1            | CAMBANK (Yaoundé)                       |
| 1967 | Canon Yaoundé                           | 1-0            | PWD Bamenda                             |
| 1968 | Oryx Douala                             | 2-1            | Prison Buéa                             |
| 1969 | US Douala                               | 2-0            | Oryx Douala                             |
| 1970 | Oryx Douala                             | 2-0            | Aigle Nkongsamba                        |
| 1971 | Diamant Yaoundé                         | 3-2            | Caïman de Douala                        |
| 1972 | Diamant Yaoundé                         | 3-2            | Caïman de Douala                        |
| 1973 | Canon Yaoundé                           | 5-2            | Diamant Yaoundé                         |
| 1974 | Tonnerre Yaoundé                        | 1-0            | Canon Yaoundé                           |
| 1975 | Canon Yaoundé                           | 2-1            | Aigle Nkongsamba                        |
| 1976 | Canon Yaoundé                           | 2-0            | RC Bafoussam                            |
| 1977 | Canon Yaoundé                           | 1-0            | Caïman de Douala                        |
| 1978 | Canon Yaoundé                           | 4-3            | US Douala                               |
| 1979 | Dynamo Douala                           | 3-1            | PWD Bamenda                             |
| 1980 | US Douala                               | 2-1            | Canon Yaoundé                           |
| 1981 | Dynamo Douala                           | 2-0            | US Douala                               |
| 1982 | Dragon Douala                           | 4-1 (a.p.)     | Dihep Nkam (Yabassi)                    |
| 1983 | Canon Yaoundé                           | 3-2            | US Douala                               |
| 1984 | Dihep Nkam (Yabassi)                    | 1-0            | US Douala                               |
| 1985 | US Douala                               | 2-0            | Canon Yaoundé                           |
| 1986 | Canon Yaoundé                           | 1-0            | Rail Douala                             |
| 1987 | Tonnerre Yaoundé                        | 4-2            | Diamant Yaoundé                         |
| 1988 | Panthère Sportive du Ndé FC (Bangangté) | 1-0            | RC Bafoussam                            |
| 1989 | Tonnerre Yaoundé                        | 1-0            | Diamant Yaoundé                         |
| 1990 | Prévoyance Yaoundé                      | 1-1 (6-5 pen.) | Tonnerre Yaoundé                        |
| 1991 | Tonnerre Yaoundé                        | 1-0            | RC Bafoussam                            |
| 1992 | Olympic Mvolyé                          | 1-0            | Diamant Yaoundé                         |
| 1993 | Canon Yaoundé                           | 2-0            | Léopards Douala                         |
| 1994 | Olympic Mvolyé                          | 1-0            | Tonnerre Yaoundé                        |
| 1995 | Canon Yaoundé                           | 1-0            | Océan Kribi                             |
| 1996 | RC Bafoussam                            | 1-0            | Stade Bandjoun                          |
| 1997 | US Douala                               | 2-1            | Port FC (Douala)                        |
| 1998 | Dynamo Douala                           | 1-0            | Canon Yaoundé                           |
| 1999 | Canon Yaoundé                           | 2-1            | Coton Sport FC (Garoua)                 |
| 2000 | Kumbo Strikers FC (Kumbo)               | 1-0            | Unisport FC (Bafang)                    |
| 2001 | Fovu Club (Baham)                       | 3-2            | Cintra Yaoundé                          |
| 2002 | Mount Cameroon FC (Buéa)                | 2-1            | Sable FC (Batié)                        |
| 2003 | Coton Sport FC (Garoua)                 | 2-1            | Sable FC (Batié)                        |
| 2004 | Coton Sport FC (Garoua)                 | 1-0            | US Douala                               |
| 2005 | Impôts FC (Yaoundé)                     | 1-0            | Unisport FC (Bafang)                    |
| 2006 | US Douala                               | 1-0            | Fovu Club (Baham)                       |
| 2007 | Coton Sport FC (Garoua)                 | 1-0            | Les Astres FC (Douala)                  |
| 2008 | Coton Sport FC (Garoua)                 | 4-2            | Aigle Royal de la Menoua (Dschang)      |
| 2009 | Panthère Sportive du Ndé FC (Bangangté) | 3-2            | Les Astres FC (Douala)                  |
| 2010 | Fovu Club (Baham)                       | 2-1            | Les Astres FC (Douala)                  |
| 2011 | Coton Sport FC (Garoua)                 | 0-0 (3-0 pen.) | Unisport FC (Bafang)                    |
| 2012 | Unisport FC (Bafang)                    | 2-0            | New Star FC (Douala)                    |
| 2013 | Yong Sports Academy (Bamenda)           | 0-0 (4-1 pen.) | Canon Yaoundé                           |
| 2014 | Coton Sport FC (Garoua)                 | 2-0            | Panthère Sportive du Ndé FC (Bangangté) |
| 2015 | UMS de Loum                             | 2-0            | Panthère Sportive du Ndé FC (Bangangté) |
| 2016 | APEJES FA (Mfou)                        | 2-0            | Bamboutos FC (Mbouda)                   |
| 2017 | New Star FC (Douala)                    | 1-0            | UMS de Loum                             |
| 2018 | Eding Sport (Lekié)                     | 1-0            | Lion Blessé (Fotouni)                   |

## Total
| Clube                | Títulos |
| -------------------- | ------- |
| Canon                | 11      |
| Union Douala         | 6       |
| Coton Sport          | 6       |
| Lion Yaoundé         | 4       |
| Tonnerre             | 4       |
| Oryx                 | 3       |
| Diamant              | 3       |
| Dynamo Douala        | 3       |
| Fovu Club            | 2       |
| Olympic Mvolyé       | 2       |
| Panthère Ndé         | 2       |
| Dragon Douala        | 1       |
| Dihep Nkam           | 1       |
| Prévoyance Yaoundé   | 1       |
| Racing               | 1       |
| Kumbo Strikers FC    | 1       |
| Mount Cameroon       | 1       |
| Impôts               | 1       |
| Unisport             | 1       |
| YOSA (Bamenda)       | 1       |
| UMS de Loum          | 1       |
| APEJES FA (Mfou)     | 1       |
| New Star FC (Douala) | 1       |
| Eding Sport          | 1       |